# NGC 5631
NGC 5631 ist eine 11,4 mag helle linsenförmige Seyfertgalaxie (Typ 2) vom Hubble-Typ S0 im Sternbild Großer Bär und etwa 93 Millionen Lichtjahre von der Milchstraße entfernt.
Sie wurde am 17. April 1789 von Wilhelm Herschel mit einem 18,7-Zoll-Spiegelteleskop entdeckt, der sie dabei mit „vB, S, irregularly round, bright irregularly resolvable nucleus, vgmbM“ beschrieb.